# Джермая
Джермая (фр. Djermaya) — город в Чаде, расположенный на территории региона Хаджер-Ламис.

## Географическое положение
Город находится в западной части Чада, на правом берегу реки Джерма, на высоте 288 метров над уровнем моря.
Населённый пункт расположен на расстоянии приблизительно 23 километров к северу от столицы страны Нджамены.

## Климат
Климат города характеризуется как аридный жаркий (BWh в классификации климатов Кёппена). Среднегодовая температура воздуха составляет 28,2 °C. Средняя температура самого холодного месяца (января) составляет 23 °С, самого жаркого месяца (апреля) — 32,7 °С. Расчётная многолетняя норма осадков — 416 мм. В течение года количество осадков распределено неравномерно, основная их масса выпадает в период с мая по октябрь. Наибольшее количество осадков выпадает в августе (145 мм).

## Транспорт
Ближайший аэропорт расположен в Нджамене.